# 김소영 (배드민턴 선수)
김소영(金昭映, 1992년 7월 9일~)은 대한민국의 배드민턴 선수이다. 2013년 하계 유니버시아드에서 3관왕에 올랐으며, 2014년 아시안 게임에서는 단체전 은메달을 획득하였다. 현재 공희용과 복식조로 활동하고 있다.

## 같이 보기
- 김은정 (컬링 선수) - 김소영의 아버지와 김은정의 아버지는 어릴적부터 친구